# Eden, Utah
Eden är en ort i Weber County i delstaten Utah, USA.